# Takasa
Takasa war eine aus Salutisten der Berner Heilsarmee bestehende Popgruppe, die zur Schweizer Vorentscheidung zum Eurovision Song Contest 2013 gegründet wurde. Bei der für sie siegreichen Vorentscheidung traten sie noch unter dem Namen Heilsarmee auf, beim Wettbewerb in Malmö dann unter dem Namen Takasa.

## Geschichte
Die Gruppe siegte mit dem Titel You and Me bei der Schweizer Endausscheidung für den Eurovision Song Contest. Bei der vom Schweizer Fernsehen SRF 1 live übertragenen Entscheidungsshow vom 15. Dezember 2012 erhielt sie 37 % der Stimmen aus dem Televoting. Damit qualifizierte sich die Gruppe, die Schweiz beim Song Contest in Malmö zu vertreten. Die Europäische Rundfunkunion (EBU) meldete jedoch Bedenken an, dass der Name der Gruppe sowie deren Uniformen nicht regelkonform seien. Daher blieb offen, ob die Gruppe antritt, da der Auftritt als Heilsarmee samt Uniformen zum Konzept der Gruppe gehöre. Im Vorfeld der Vorausscheidung sei von der EBU kein Regelverstoss gemeldet worden. Im Januar 2013 kündigte die Gruppe an, unter anderem Namen und mit veränderter Kleidung beim Contest teilzunehmen. Am 6. Januar 2013 stieg der Song You and Me in die Schweizer Hitparade auf Platz 21 ein und konnte sich drei Wochen in den Charts halten.
Die jüngste Musikerin der Band war mit 20 Jahren Sarah Breiter, der älteste war Emil Ramsauer, der Anfang März 2013 seinen 95. Geburtstag feierte. Er war der älteste Musiker, der je zum Eurovision Song Contest angetreten ist. Im Dezember 2021 starb der Bassist im Alter von 103 Jahren.
Am 13. März 2013 gab die Band bekannt, nun unter dem Namen Takasa (Suaheli für: reinigen) und mit weiss-blauer Kleidung aufzutreten. Am 14. März 2013 wurde ein neues Musikvideo zu You and Me präsentiert, das eine Fahrt der Band nach Malmö mit einem roten Fiat 600 darstellt. Ein im Internet verbreitetes Gerücht, Takasa stehe in Anlehnung an Prince für The artists… oder The act known as Salvation Army wiesen die Musiker zurück. Im zweiten Halbfinale belegte die Gruppe den 13. Platz und qualifizierte sich somit nicht für das Finale.